# Nie mam czasu na seks
Nie mam czasu na seks – utwór muzyczny Marii Peszek z 2005 roku. Muzykę utworu skomponował Wojciech Waglewski, natomiast autorami tekstu są Maria Peszek i Piotr Lachmann. Był to drugi singel z debiutanckiej płyty wokalistki, Miasto mania, wydany 15 maja 2006.

## Teledysk
Reżyserem teledysku został Tomasz Nalewajek, a autorem zdjęć Jacek Podgórski. Zdjęcia odbyły się w prosektorium 27 kwietnia 2006 i gościnnie wziął w nich udział aktor Eryk Lubos (który 10 lat później ponownie pojawił się w teledysku Peszek, tym razem do piosenki „Samotny tata”). Premiera teledysku odbyła się 5 czerwca 2006.
Wideoklip był czterokrotnie nominowany na Festiwalu Polskich Wideoklipów Yach Film 2006: za najlepszą reżyserię, najlepsze zdjęcia, najlepszą kreację aktorską oraz do nagrody Grand Prix. Ostatecznie zdobył wyróżnienia w dwóch pierwszych kategoriach.

## Lista utworów
- promo CD

1. „Nie mam czasu na seks” – 4:06
2. „Czarny worek” – 3:34

## Pozycje na listach przebojów
| Lista przebojów                    | Pozycja |
| ---------------------------------- | ------- |
| Lista przebojów Programu Trzeciego | 14      |
| Szczecińska Lista Przebojów        | 20      |